# 11494 Hibiki
11494 Hibiki è un asteroide della fascia principale. Scoperto nel 1988, presenta un'orbita caratterizzata da un semiasse maggiore pari a 2,4411882 UA e da un'eccentricità di 0,1739731, inclinata di 7,09557° rispetto all'eclittica.